# Oligosoma stenotis
Oligosoma stenotis är en ödleart som beskrevs av  Patterson och DAUGHERTY 1994. Oligosoma stenotis ingår i släktet Oligosoma och familjen skinkar. Inga underarter finns listade i Catalogue of Life.